# Telémaco (santo)
Telémaco o Almaquio (Anatolia, s. IV-Roma, 392 o 404) fue un monje y mártir cristiano proveniente de Asia Menor. Según la tradición cristiana, Telémaco luchó por la abolición de los combates entre gladiadores, siendo asesinado en el proceso, de acuerdo con varias versiones de su hagiografía.
Es considerado como mártir cristiano y venerado como santo por diversas confesiones cristianas; su fiesta litúrgica se celebra el 1 de enero.

## Hagiografía
La tradición cristiana le atribuye el nombre griego de Τηλέμαχος (Telémajos), aunque en la Iglesia Católica se le conoce con mayor difusión con el nombre de Αλμάχιος (Almajios) o Almaquio. Según Teodoreto, obispo de Ciro, Telémaco provenía de la región romana del Asia Menor (actual Turquía). 

### Martirio
Durante una lucha de gladiadores en un circo romano (leyendas posteriores ubicaron la escena en el Coliseo), Telémaco saltó a la arena y trató de separar a los combatientes. Los espectadores lo apedrearon hasta matarlo. Horrorizado, el emperador Honorio (quien era tolerante al cristianismo) lo declaró mártir y semanas o meses después, abolió los combates, medida que antes se había intentado sin éxito.
La muerte de Telémaco probablemente ocurrió el 1 de enero del año 404, por lo que se considera que ese día fue en el que se dio el último combate legalizado entre gladiadores romanos. Como la prohibición no fue consignada en el Código Teodosiano del año 438, hay algunas dudas sobre la veracidad plena de la historia. 
Por otra parte, existe un edicto de Constantino I con esa abolición. Además no consta que en el siglo V se hiciera ningún combate entre gladiadores, y en cambio sí hubo luchas de fieras salvajes, que permanecieron como espectáculo circense hasta el final del Imperio.
Una variante de la leyenda afirma que Telémaco saltó al anfiteatro y arengó a los asistentesː

«Hoy es el octavo día del nacimiento del Hijo de Dios, cesad de la superstición de los ídolos y de los sacrificios sucios»

Fue entonces cuando Alipio, el prefecto de la ciudad, ordenó a los gladiadores que lo mataran. Según otra versión, Telémaco, fue decapitado por orden del prefecto Alipio. Y según otra versión, el religioso fue desmembrando y cortado en pedazos mientras aún vivía.

### Culto
Sea como fuesen los presuntos hechos, Telémaco murió por oponerse a los combates gladiatorios, por lo que los cristianos comenzaron a venerarlo como mártir, pese a que no fue por esa razón específicamente que murió. Dado que se atribuye el primero de enero el día de su martirio, ese día fue adoptado como el día oficial de su veneración.

## Historicidad
Actualmente se considera que la leyenda de Almaquio (nombre dudoso, en todo caso) puede tener su origen en un acontecimiento real, ya comentado por el obispo y doctor de la Iglesia, Agustín de Hipona, unos diez años después de su posible ocurrencia: la presencia de un cristiano en un anfiteatro romano, por motivos piadosos. El Martyrologium Hieronymianum, por su parte, narra la ejecución ad gladium (a manos de gladiadores) de algún cristiano por orden del prefecto urbano Alipio, motivada por haber llevado a cabo actividades antipaganas, probablemente de carácter violento o sedicioso.
A partir de estos hechos, comenzó a elaborarse un mito para tratar de respaldar la lucha de los cristianos contra el paganismo. Primero presente la historia en el Martyrologium Hieronymianum (considerada una fuente poco fiable y plagada de errores) y, posteriormente, retomada y deformada por el obispo Teodoreto en su Historia ecclesiastica (donde habría cambiado el nombre del protagonista a Telémaco —literalmente "el final del combate"— para embellecer el relato, y también la forma de la muerte —posiblemente desconocía la pena de damnatio ad gladium—), se continuó su reelaboración durante los siglos siguientes.
Se plasmó como fecha del evento el 1 de enero quizá por motivos apologéticos, dado que coincidía con las grandes celebraciones de carácter carnavalesco y orgiástico del paganismo, severamente condenadas por los obispos cristianos. Se considera improbable la ocurrencia de los hechos ese día, entre otras razones porque los combates de gladiadores o munera se celebraban durante el mes de diciembre (del 2 al 24 de dicho mes). Aunque el Martyrologium Hieronymianum no lo menciona, la alusión al prefecto Alipio da como año plausible de la muerte el 392. 
Sin embargo Teodoreto, en su afán por tratar de explicar el fin de los combates de gladiadores (que en su época ya no se celebraban), da el 404 como fecha y atribuye a Honorio su prohibición para encomiar la figura de dicho emperador. Dicha posibilidad ha sido refutada, en el siglo XX, por historiadores eclesiásticos como Johann Peter Kirsch o Hippolyte Delehaye, entre otros. Según el historiador Juan Antonio Jiménez Sánchez —de la Universidad de Barcelona— con el relato de Almaquio/Telémaco «nos hallamos ante un intento de construir la historia a partir de una leyenda hagiográfica, de un relato que no es capaz de resistir la más mínima crítica de carácter histórico».